# غوردون جيبسون (سياسي)
غوردون جيبسون هو سياسي كندي، ولد في 1937. حزبياً، نشط في الحزب الليبرالي الكندي.